# 葡属圣多美和普林西比
圣多美和普林西比海外省（葡萄牙語：Província Ultramarina de São Tomé e Príncipe）是非洲中西部國家圣多美和普林西比於1470年至1975年期間的名稱。

## 歷史

葡属圣多美和普林西比旗帜

公元1470年時葡萄牙探險家若奧·聖塔倫及佩羅·艾斯科巴發現此無人群島，其中的聖多美島命名自使徒多馬，而普林西比島（意為王子島）則命名自葡萄牙王子阿方索。